# Marina (Hafen)

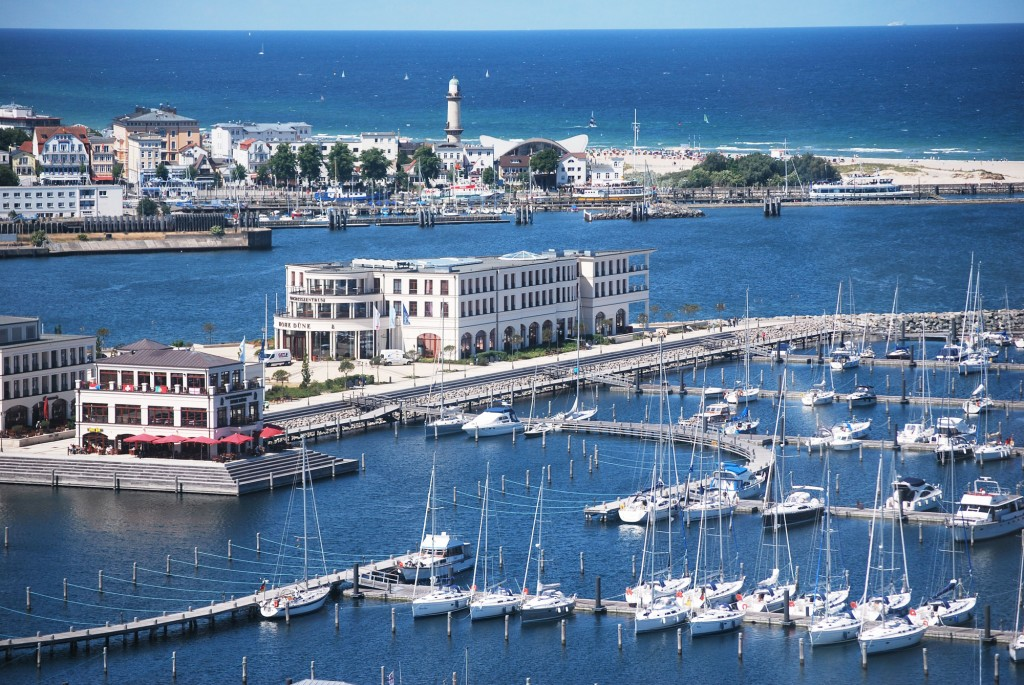
Marina der Yachthafenresidenz Hohe Düne, Rostock.

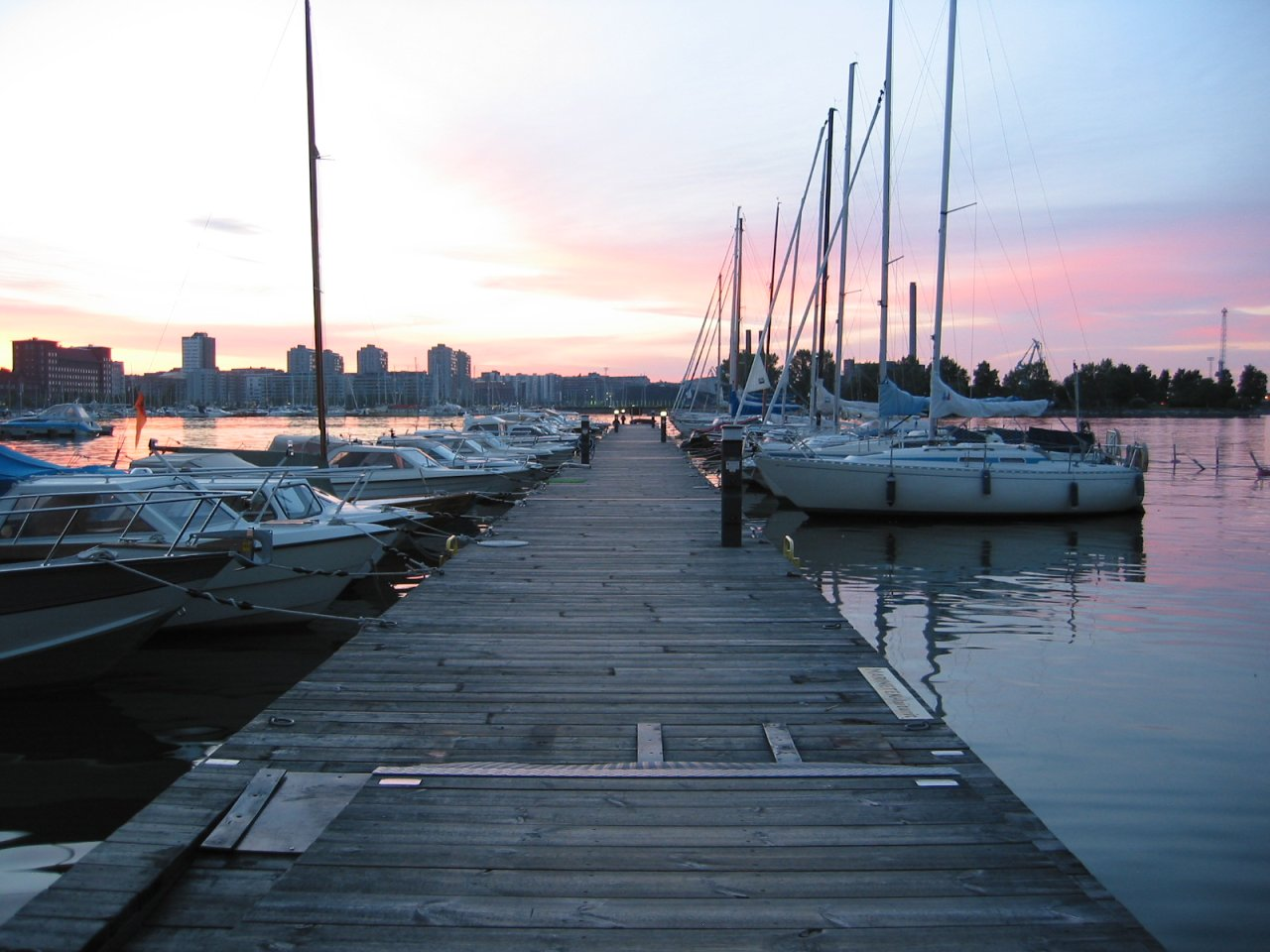
Yachthafen in Helsinki

Eine Marina (auch Yachthafen genannt) ist ein Hafen, dessen Anlegestellen, Liegeplätze und Einrichtungen auf die Bedürfnisse der Sportschifffahrt (Segel- und Motoryachten) ausgerichtet sind und der meist gewerblich betrieben wird.

## Liegeplätze
Die größere Zahl der Liegeplätze ist meist für Boote und Yachten vorgesehen, die in der Marina einen festen Dauerliegeplatz auf Miet- oder Kaufbasis haben.
Daneben steht eine Anzahl von Gastliegeplätzen für Besucher zur Verfügung. Für eine solche kürzere Nutzung der Marina sind meist Liegegelder auf Tagesbasis zu entrichten, die in der Regel von der Bootslänge, seltener von der Anzahl der Personen an Bord abhängig sind. Die Kosten variieren von unter 10 Euro bis über 150 Euro für ein Zwölf-Meter-Schiff pro Nacht. Insbesondere im Binnenbereich gibt es Gemeinden und Hotels, die ihre Anlage Bootstouristen kostenlos zur Verfügung stellen, um den Tourismus zu fördern. Die Liegegebühr wird dem Hafenmeister am Steg bezahlt oder in dessen Büro. Freie Liegeplätze für Gäste werden in der Regel mit grünen Schildern gekennzeichnet, belegte mit roten.

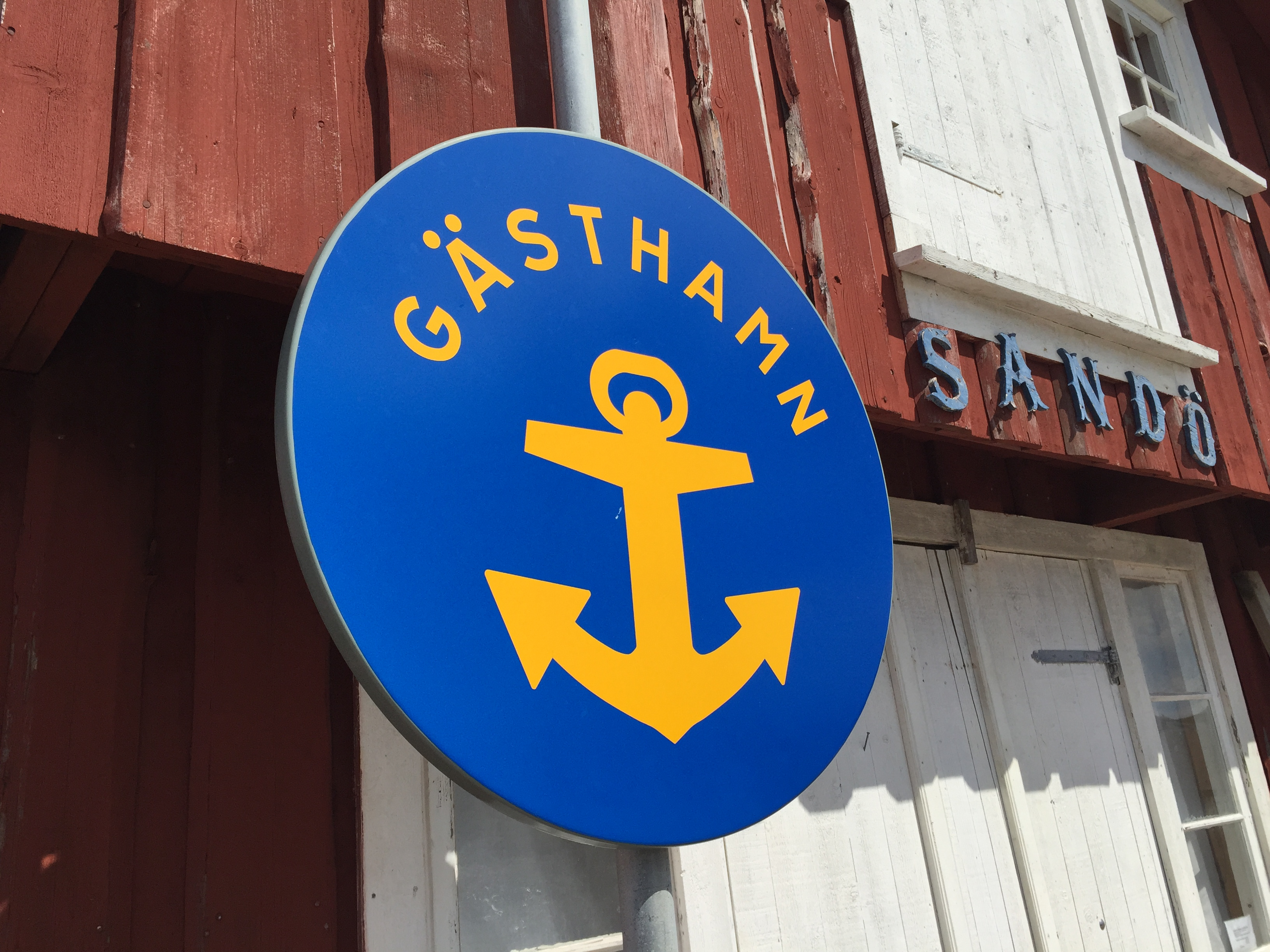
Gasthafen in Schweden

## Gasthafen
Ein Gasthafen hält in der Regel keine oder nur wenige Dauerliegeplätze vor, sondern verfügt im Wesentlichen über Gastliegeplätze. Diese Art von Marina ist beispielsweise in Schweden und Finnland weit verbreitet, wobei es im Gegenzug dann geschlossene Sportboothäfen ohne Gastliegeplätze gibt.
Entlang der schwedischen Küste gibt es mehr als 590 solcher Häfen (schwedisch gästhamn), die durch ein rundes dunkelblaues Schild mit einem Anker und entsprechender Beschriftung gekennzeichnet sind. Auf schwedischen Seekarten wird zur Markierung ein roter Draggen auf grünem Grund verwendet. Das Attribut kann auch von Häfen geführt werden, die zwar Dauerliegeplätze aufweisen, aber eine Mindestanzahl an für Gäste reservierte Plätze aufweisen. Die entsprechenden Gastplätze sind in den Hafenhandbüchern gekennzeichnet, so dass ein Gastboot bereits beim Einlaufen direkt den richtigen Steg anlaufen kann.
In finnischen Gewässern gibt es über 1050 Gasthäfen (finnisch vierassatama, schwedisch gästhamn), wobei sich davon über 400 in den Schären an der Ostseeküste befinden und die restlichen 650 an den Seen im Landesinneren.

## Infrastruktur
Einfache Marinas bieten Liegeplätze an, die vor Seegang und Schwell großer Schiffe geschützt sind. Wenn sie etwas besser ausgestattet sind, gibt es am Liegeplatz auch Anschlüsse für Elektrizität und Trinkwasser.
Komfortablere Marinas verfügen über sanitäre Anlagen mit Duschen, Toiletten, Waschmaschine und Wäschetrockner. Das Gelände ist gärtnerisch gestaltet, oft ist es eingezäunt und bewacht. Angeboten werden oftmals Parkplatz, Kinderspielplatz, Restaurant, Brötchen-Lieferdienst. Schiffs-Tankstelle, Müllentsorgung, Recycling, Altölentsorgung, Fäkalienabsauganlage, ein Internetanschluss, Internetcafé oder freies W-LAN ist oft vorhanden, ebenso ein tagesaktueller See-Wetterbericht.
Die Nutzung der Einrichtungen ist teilweise kostenfrei, manchmal wird eine pauschale Liegegebühr verlangt, gelegentlich werden Wasser und Strom nach Verbrauch berechnet. Der Betrieb von Duschen und Waschmaschinen erfolgt oft mit Münzautomaten. Der Zugang zu den Einrichtungen kann per Schlüssel oder Chipkarte geregelt sein, bei immer mehr Anlagen läuft es über einen Zahlencode. Teilweise ist es notwendig, während der Öffnungszeiten des Hafenmeisters einzulaufen, um die Hafeninfrastruktur nutzen zu können. Immer mehr Marinas haben mittlerweile auf Automaten umgestellt, in denen man das Liegegeld entrichtet und eine Chipkarte zur Nutzung der Einrichtungen erhält.
Hochwertige Marinas gleichen einem Oberklasse-Hotel mit gehobener Küche in mehreren Restaurants, Bars, Discos, Swimmingpools, Saunen, Tennisplatz, und entsprechenden Dienstleistungsangeboten.
Vor Ort oder in unmittelbarer Nähe der Marina ist meist ein Supermarkt und ein Schiffsausrüster zu finden. Supermärkte liefern oftmals direkt aufs Schiff. International gibt es hier in der Regel Tankgelegenheiten für Dieselkraftstoff und Benzin.
2005 hat in Deutschland der Deutsche Tourismusverband mit der Gelben Welle ein einheitliches Informationssystem für Wassertouristik eingeführt. Das Signet kennzeichnet Marinas und andere Anlegestellen, außerdem werden Informationen über die Ausstattung der Anlagen gegeben.

## Anlegen
In den meisten Marinas wird die Zahl der Anlegestellen durch Stege ins Wasser hinaus erhöht. Häufig – in Tidengewässern großmehrheitlich – sind diese Stege Schwimmstege, so dass ihre Höhe über der Wasserlinie konstant bleibt. In einigen Häfen wird direkt an der Kaimauer oder an einem vorgelagerten Wellenbrecher festgemacht. Auf den Stegen befinden sich zu diesem Zweck in regelmäßigem Abstand Klampen oder Poller, an denen Leinen mittels Kopfschlag festgemacht werden können. Manchmal sind auch nur Ringe vorhanden, durch die eine Leine gesteckt werden kann. Der Kopfschlag erfolgt dann wieder auf der Klampe des Schiffs.
Die verbreiteten Varianten, wie angelegt werden kann, sind im Folgenden beschrieben.

### Längsseits

Längsseits festgemachtes Schiff

Das Schiff wird parallel zum Steg oder der Mauer mit wenigstens zwei, optimalerweise aber 4 Leinen festgemacht: Vom Bug nach vorne, vom Heck nach hinten und zwei sogenannte Springleinen vom Bug nach achtern und vom Heck nach vorn. Diese verhindern, dass sich das Boot bei Wind oder Strom am Liegeplatz verdreht. Liegeplätze, an denen längsseits festgemacht werden kann, sind eher rar und – falls überhaupt vorhanden – sehr großen Schiffen oder den Gästen vorbehalten, denn es wird am meisten „Laufmeter Steg pro Schiff“ verbraucht.

### Ausbringen des eigenen Ankers

Ausbringen zweier eigener Anker – obwohl optimal fehlt dafür meist der Platz

Bei dieser Variante, die umgangssprachlich auch als „römisch-katholisch“ bezeichnet wird, lässt jedes Boot seinen Buganker einige Schiffslängen vor dem Anlegeplatz fallen und legt dann rückwärts am Steg oder der Mauer an. Der Nachteil dieser besonders im Mittelmeer verbreiteten Variante ist, dass es regelmäßig zu „Ankersalat“ führen kann. Wenn der Hafen dicht belegt ist, können die Ankerketten versehentlich übereinander ausgelegt werden, was beim Ablegen dazu führt, dass ein Anker gar nicht mehr eingeholt werden kann oder der Anker eines anderen Schiffes ausgerissen wird.

### Mooringleine

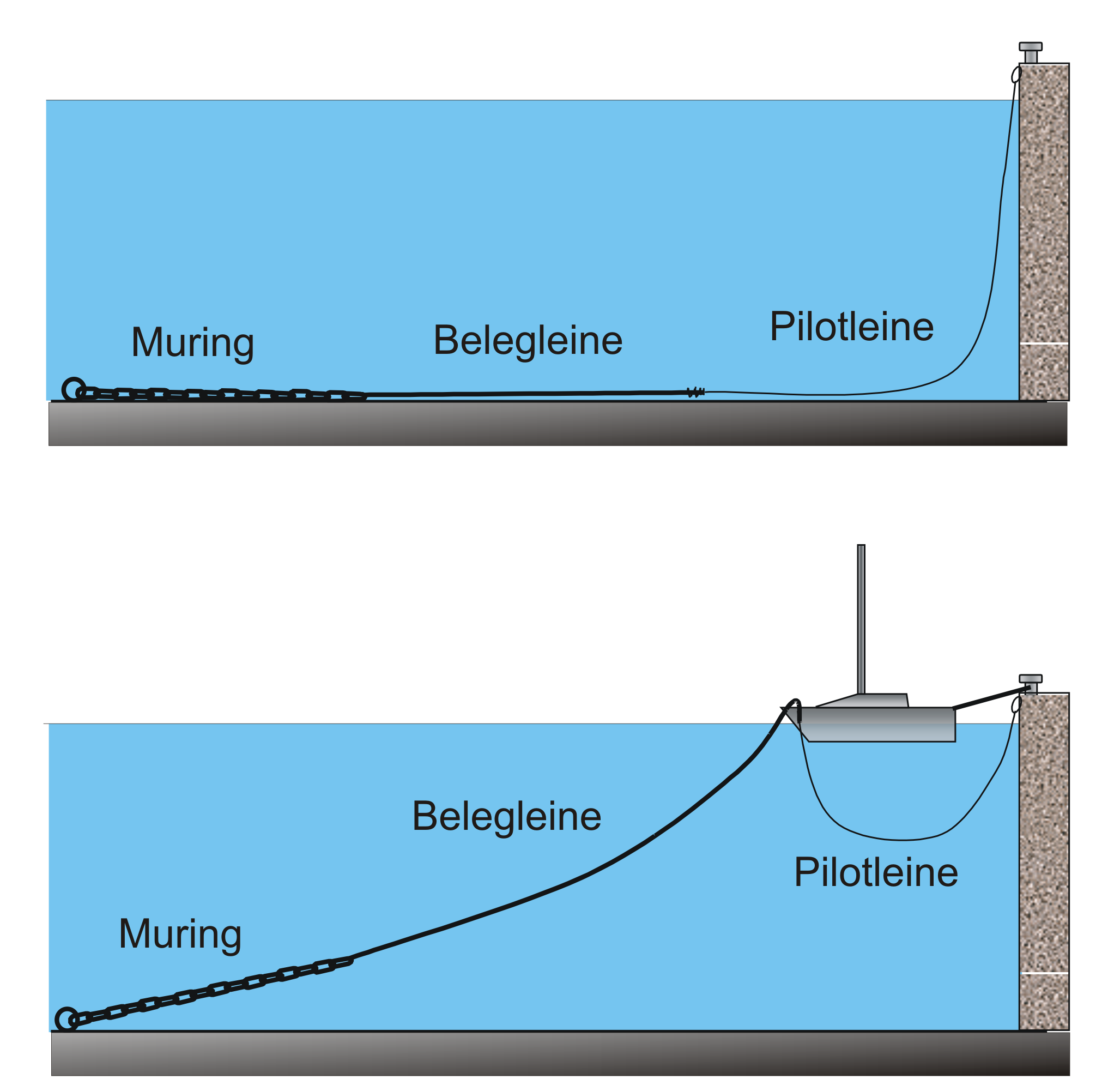
Festmachen eines Bootes mit Hilfe einer Mooringleine

Um die Probleme mit verknoteten Ankerketten zu vermeiden, werden in immer mehr Häfen sogenannte Moorings ausgebracht. Vor jeder Anlegestelle befindet sich im Abstand von etwa zwei Schiffslängen ein Betonblock am Grund. Von diesem läuft, mit einer kurzen Kette befestigt, eine Festmacherleine unter Wasser in Richtung zum Steg. Das Ende der Festmacherleine ist als dünne Leine ausgeführt, die am Steg befestigt ist. Beim Anlegen wird rückwärts zum Steg gefahren und das Heck mit zwei Heckleinen am Steg befestigt. Dann wird am Steg die Mooringleine mit einem Bootshaken aufgenommen und am Bug des Schiffes wie eine Vorleine unter Spannung belegt. Der Nachteil der Mooringleine ist die Gefahr, dass sie sich beim An- oder Ablegen im Propeller verheddern kann. Beim Hantieren mit der Mooringleine empfiehlt sich das Tragen von Handschuhen, denn die Leine ist oft mit scharfkantigen Muscheln bewachsen.

### Dalben

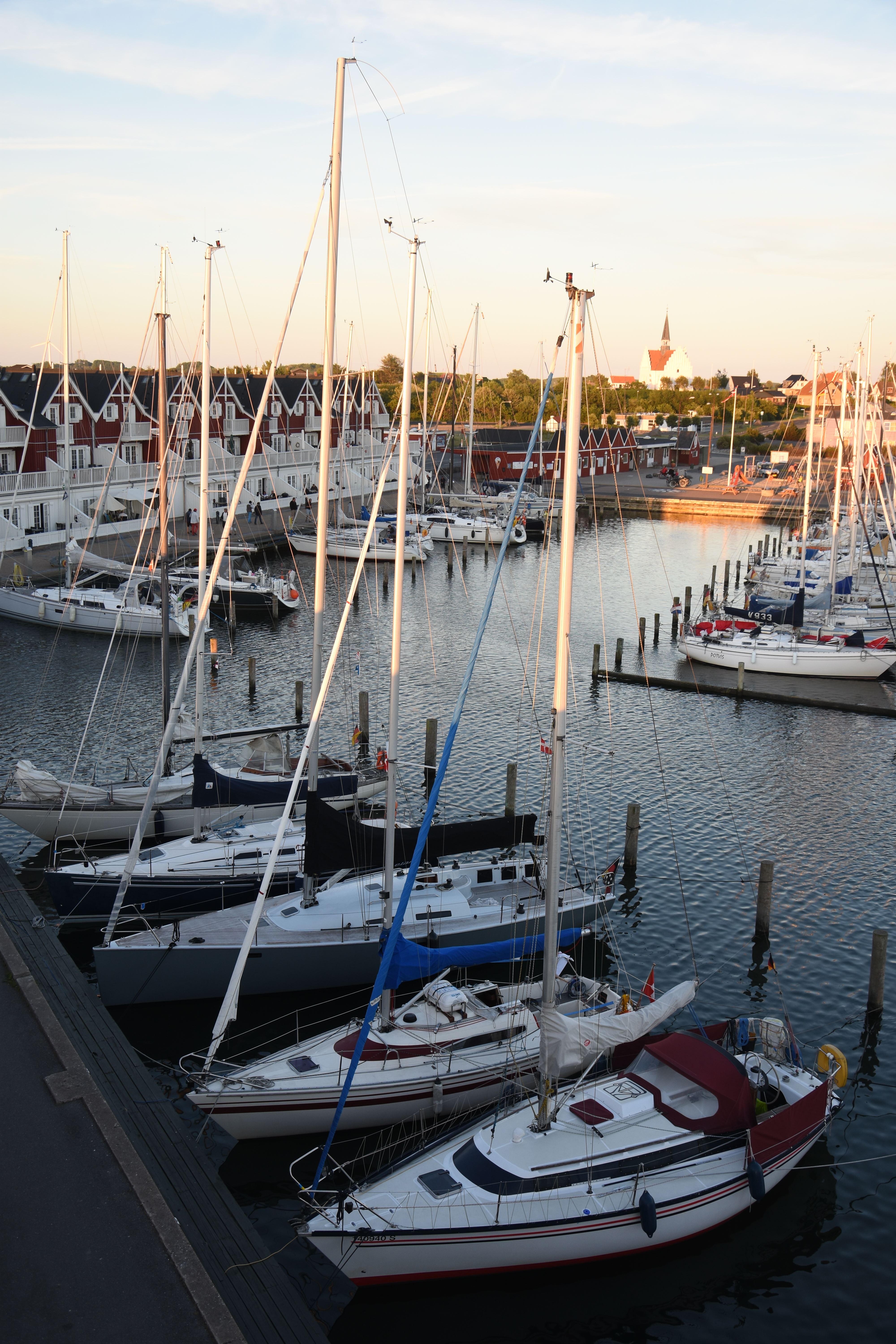
Paare von Dalben markieren die Liegeplätze

Hier befindet sich vor jedem Steg eine Reihe von Dalben aus Holz, Stahl oder Beton. Zwischen zwei gegenüberliegenden Stegen befinden sich zwei Dalbenreihen. Sie bilden eine schmale Gasse zur Einfahrt mit dem Schiff in die Box. Je zwei Dalben stehen etwa eine Schiffsbreite auseinander, damit das Schiff senkrecht zum Steg anlegen kann. Das Schiff wird mit zwei Heckleinen an den zwei Dalben und mit zwei Vorleinen zwischen Bug und Steg festgemacht.
In Motorboot-Marinas existieren auch Dalbenreihen, die keine Gasse in die jeweilige Box bilden, sondern im Abstand von mehreren Bootsbreiten stehen. Diese Dalben müssen wesentlich höher sein, da ein Drahtseil von Dalbe zu Dalbe gespannt ist. An diesem Drahtseil hängen zwei Achterleinen. Beim Verlassen des Bootsplatzes werden diese Achterleinen in die Vorleine am Steg eingehängt, um diese dann wieder leicht aufnehmen zu können.

### Fingerstege
Alternativ sind die Stege mit senkrecht dazu verlaufenden kurzen Fingerstegen ausgestattet. Sie erlauben ein Längsseits-Festmachen, bei gleicher Anordnung der Schiffe, sowie ein bequemes Ein- und Aussteigen. Die Fingerstege sind oft kürzer als das Schiff; um eine Kollision mit dem Steg zu verhindern muss dann eine (in dieser Anordnung Spring genannte) Festmacherleine vom stegseitigen Ende des Schiffes zur Spitze des Fingerstegs gelegt werden.

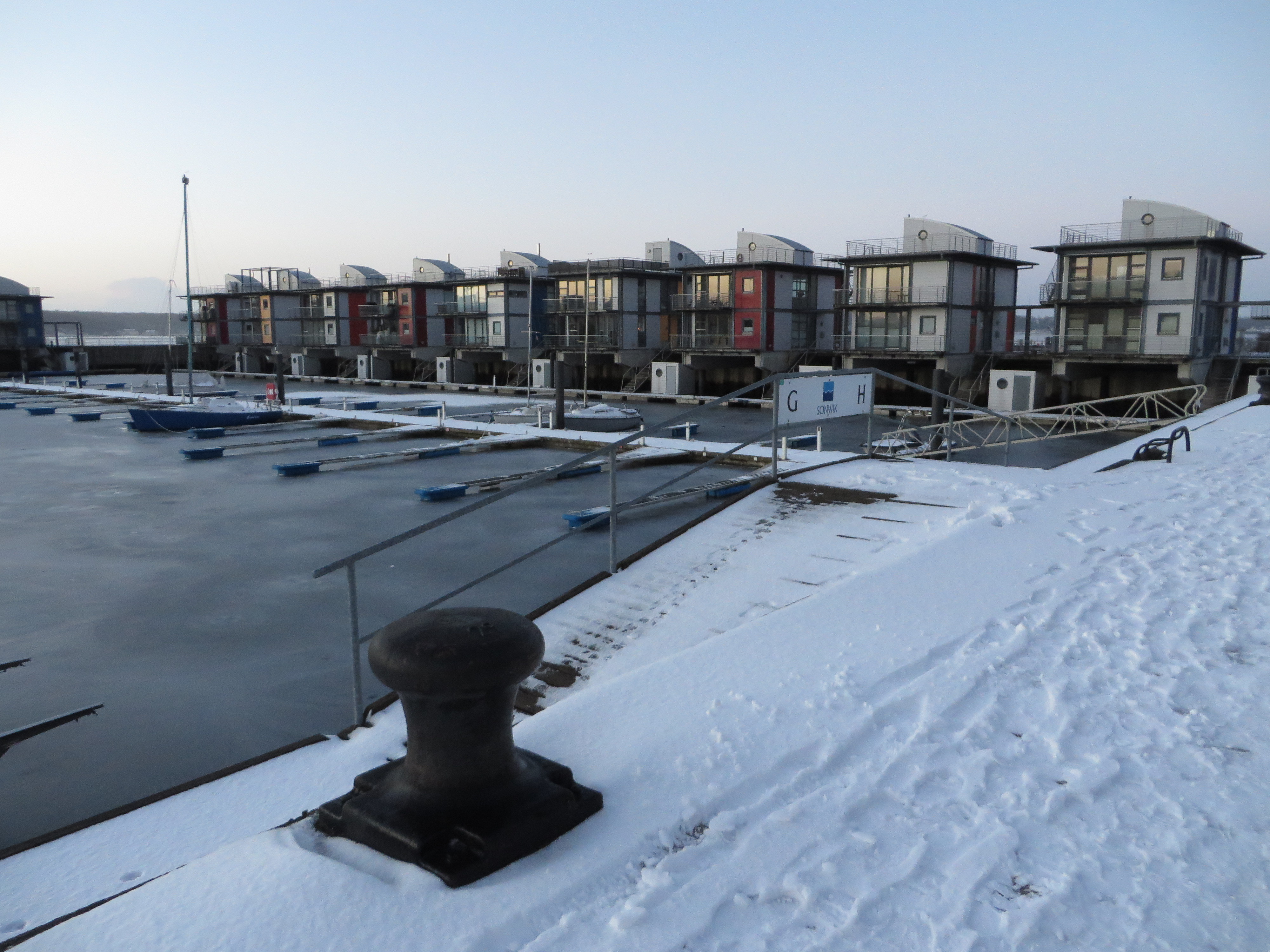
Die Marina Sonwik in Flensburg-Mürwik ist mit Fingerstegen ausgerüstet. Die Schiffe und Boote haben für den Winter den Hafen verlassen.

## Segelschule und Schiffsbetriebe
In vielen Marinas haben sich Segel-, Motorboot-, Surf- oder Tauchschulen sowie Tauchbasen niedergelassen. Charterunternehmen mit eigener Charterflotte, mit und ohne Skipper, Bootsverleih, Schiffshändler und Schiffszubehörhandel haben ihren Sitz oft direkt in der Marina oder in der näheren Umgebung.
In einigen Marinas findet man Segelmacher, Motorenwerkstätten, oder Takler und Werkstätten für Schiffselektrik und Schiffselektronik, manchmal einen Bootsbauer oder eine Schiffswerft. Viele Marinas haben einen Trockenliegeplatz für den Winter, oder Hallen für die Winterlagerung der Schiffe. Um die Schiffe im Frühjahr ins Wasser zu bringen und im Herbst aus dem Wasser zu heben, steht ein Kran oder ein Travellift zur Verfügung.

## Betreiber
Marinas werden meist gewerblich, bzw. als kommunale Einrichtung von der Gemeinde, der Stadt oder auch von einem Segelverein oder Yachtclub, betrieben. Privat betriebene Marinas entstehen teilweise im Zusammenhang mit einem Bootsbaubetrieb, einer Segelschule oder einem Hotel. Zunehmend werden Marinas als Bauherrenmodell errichtet: hunderte Schiffseigner finanzieren das Projekt mit Anteilen für den eigenen Liegeplatz. In Griechenland wurden große Marinas mit europäischen Geldern gebaut. In Kroatien finanziert der Adriatic Croatia International Club die sogenannten ACI-Marinas.

## Qualitätsmanagement
Sporthäfen, die umweltfreundlich gestaltet sind, führen in Deutschland die Blaue Flagge. Hochwertige Marinas sind zertifiziert nach ISO-9001 und ISO-14000. Viele Wassersportverbände bieten weitere Zertifizierungssysteme an.